# Константиново (Хасковская область)
Константиново (болг. Константиново) — село в Болгарии. Находится в Хасковской области, входит в общину Симеоновград. Население составляет 348 человек.

## Политическая ситуация
В местном кметстве Константиново, в состав которого входит Константиново, должность кмета (старосты) исполняет Димитр Митев Дончев (Граждане за европейское развитие Болгарии (ГЕРБ)) по результатам выборов правления кметства.
Кмет (мэр) общины Симеоновград — Милена Георгиева Рангелова (Демократы за сильную Болгарию (ДСБ)) по результатам выборов в правление общины.